# Lijst van Vlaamse ministers van Toerisme
Dit is een lijst van ministers van Toerisme in de Vlaamse regering. 
De bevoegdheid Toerisme was aanvankelijk een gemeenschapsbevoegdheid, maar werd met de zesde staatshervorming naar de gewesten verschoven. Enkel de bevoegdheid De promotie van Brussel op nationaal en internationaal niveau bleef bij de gemeenschappen.

## Lijst
| Nr. | Minister | Minister                  | Partij | Partij   | Begin             | Einde             | Regering(en)       |
| --- | -------- | ------------------------- | ------ | -------- | ----------------- | ----------------- | ------------------ |
| 1   |          | Renaat Landuyt (1959)     |        | SP/ sp.a | 13 juli 1999      | 20 juli 2004      | Dewael, Somers     |
| 2   |          | Geert Bourgeois (1951)    |        | N-VA     | 20 juli 2004      | 22 september 2008 | Leterme, Peeters I |
| 3   |          | Kris Peeters (1962)       |        | CD&V     | 22 september 2008 | 13 juli 2009      | Peeters I          |
| (2) |          | Geert Bourgeois (1951)    |        | N-VA     | 13 juli 2009      | 25 juli 2014      | Peeters II         |
| 4   |          | Ben Weyts (1970)          |        | N-VA     | 25 juli 2014      | 2 oktober 2019    | Bourgeois, Homans  |
| 5   |          | Zuhal Demir (1980)        |        | N-VA     | 2 oktober 2019    | 30 september 2024 | Jambon             |
| 6   |          | Melissa Depraetere (1992) |        | Vooruit  | 30 september 2024 | heden             | Diependaele        |